# Rocco Morabito

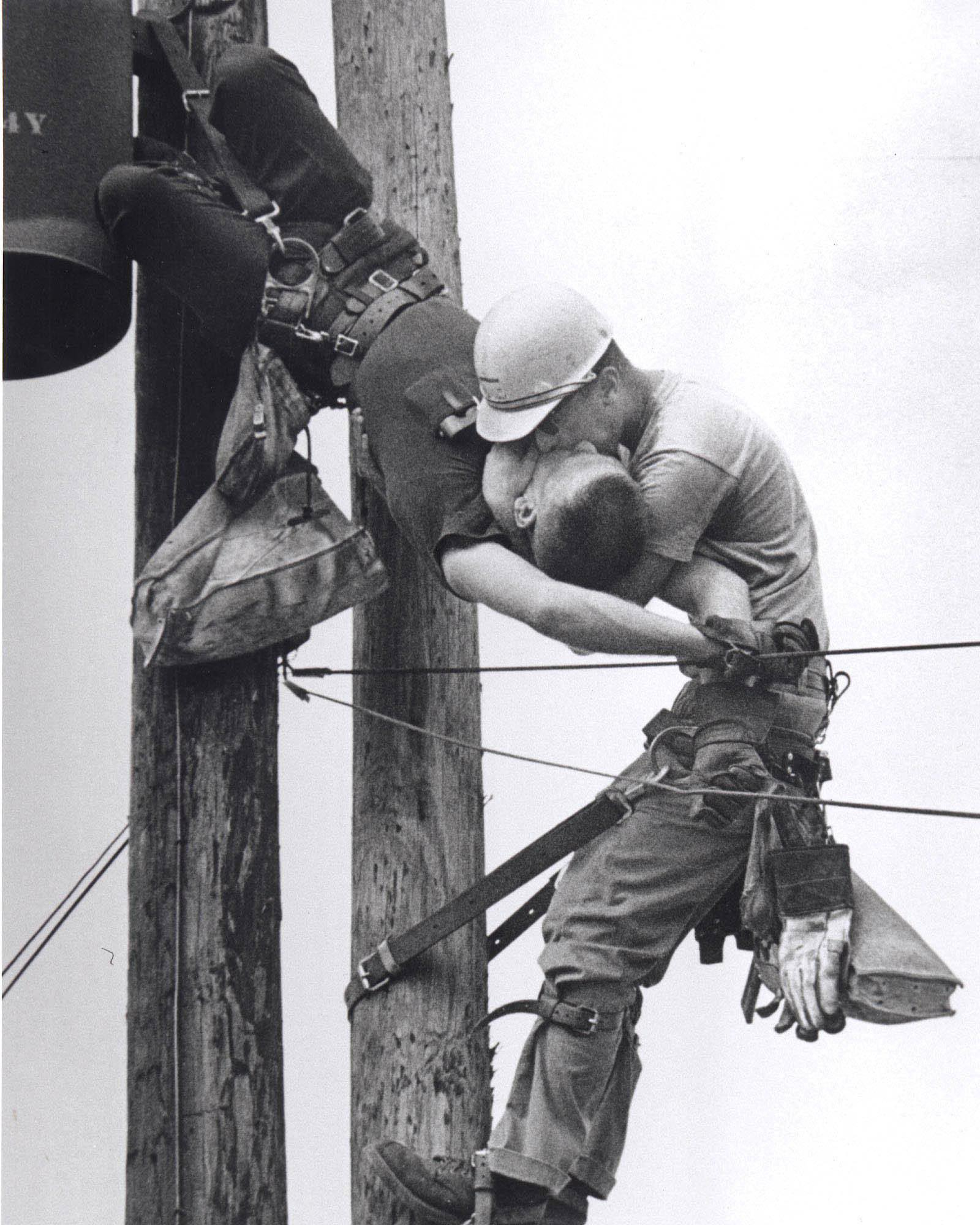
Fotografia de Morabito, ganhadora do Prêmio Pulitzer: "O beijo da vida"

Rocco Morabito (2 de novembro de 1920 - 5 de abril de 2009)  foi um fotógrafo americano que passou a maior parte de sua carreira no Jacksonville Journal.
Morabito ganhou o Prêmio Pulitzer de 1968 de Spot News Photography por "The Kiss of Life" (O beijo da vida), uma foto do Jacksonville Journal que mostrava a ressuscitação boca a boca entre dois trabalhadores em um poste. Randall G. Champion estava inconsciente e pendurado de cabeça para baixo após entrar em contato com uma linha de baixa tensão; seu companheiro de linha JD Thompson o reviveu enquanto estava amarrado ao mastro pela cintura. Graças à intervenção de Thompson, Champion sobreviveu e viveu até 2002, quando morreu de insuficiência cardíaca aos 64 anos; Thompson ainda estava vivo, Desde 2017 .
Morabito, nascido em Port Chester, Nova York, mudou-se para a Flórida quando tinha 5 anos e, aos 10, trabalhava como jornaleiro, vendendo diários para o Jacksonville Journal. Ele serviu na Segunda Guerra Mundial nas Forças Aéreas do Exército como artilheiro de torre em um B-17 . Após a guerra, ele voltou ao Jacksonville Journal e começou sua carreira fotográfica fotografando eventos esportivos para o jornal. Trabalhou para o Journal por 42 anos, 33 deles como fotógrafo, até se aposentar em 1982.
Morabito morreu em 5 de abril de 2009, num asilo.